# Gölpazarı
Gölpazarı est une ville et un district de la province de Bilecik dans la région de Marmara en Turquie.